# Hurbatila
Hurbatila (ok. 1330 p.n.e.) – władca elamicki, znany jak dotychczas jedynie ze źródeł babilońskich. Wzmiankowany jest w jednej z inskrypcji kasyckiego króla Kurigalzu II, gdzie nazywany jest "tyranem Suzy i Elamu". Według Kroniki P obaj władcy toczyli ze sobą wojnę, z której zwycięsko wyjść miał Kurigalzu II.